# Xarxet becgroc
El xarxet becgroc (Anas flavirostris) és una espècie d'ocell de la família dels anàtids (Anatidae) que habita estanys, boscos empantanegats, aiguamolls i llacunes del Perú, Bolívia, Uruguai, i Argentina i Xile, cap al sud fins a la Terra del Foc. També a les illes Malvines i Geòrgia del Sud.